# Joseph-Louis de Luppé
Pour les articles homonymes, voir Luppé.
Joseph Louis, comte de Luppé, né le 7 septembre 1837 à Corbère (Basses-Pyrénées) et mort le 3 novembre 1912 à Paris, est un homme politique français.

## Biographie
Joseph-Louis de Luppé est le fils de Gaston, marquis de Luppé (1802-1880) et d'Armandine d'Angosse (1809-1853).
Louis de Luppé est propriétaire de domaines agricoles dans les Pyrénées-Atlantiques et fait partie du conseil général de ce département de 1871 à 1880.
Il se présente pour la première fois aux élections législatives du 20 février 1876 dans la première circonscription (Pau), mais il n'obtint que 4 992 voix contre 6 920 au républicain Marcel Barthe. Après la dissolution de la Chambre, il est élu dans la même  circonscription le 28 octobre 1877 par 6 862 voix contre 6 419 au député sortant. Mais l'élection est invalidée et Louis de Luppé est battu le 7 juillet 1878 par 5 805 voix contre 6 574 à Marcel Barthe.
Le 4 octobre 1885, inscrit sur la liste conservatrice des Basses-Pyrénées, Louis de Luppé est élu de ce département, quatrième sur cinq. Il prend place sur les bancs de la droite avec laquelle il vote en particulier contre la loi sur l'enseignement primaire, contre la nouvelle loi militaire, contre le rétablissement du scrutin d'arrondissement, contre les poursuites contre trois députés membres de la Ligue des patriotes, contre le projet de loi Lisbonne restrictif de la liberté de la presse, contre les poursuites contre le général Boulanger. Il ne remplit pas d'autre mandat parlementaire.
Son épouse, Louise de Rivière (1844-1897), périt dans l'incendie du Bazar de la Charité.